# Orlogsværft
Et orlogsværft er et skibsværft, der primært bygger og vedligeholder krigsskibe (i gammel tid kaldet orlogsskibe) til et lands flåde. 
I Danmark bruges betegnelsen primært om Orlogsværftet i København, men der har også været danske orlogsværfter på Engelsborg ved Nakskov, i Norge og i Glückstadt i Holsten.
Orlogsværfterne fungerede både i Danmark og i udlandet typisk som en del af en flådestation, og var derfor oftest omgivet af forsvarsværker.